# Captura radiant
Una captura radioactiva o  captura radiant és una reacció nuclear en la qual el neutró és absorbit pel nucli atòmic amb el qual col·lideix. La probabilitat que això ocorri disminueix quan augmenta l'energia del neutró. En cada una d'aquest tipus de reaccions nuclears es genera un fotó en forma de radiació gamma. La captura radiant permet la generació de nous isòtops fissionables.